# Clinocera caerulea
Clinocera caerulea är en tvåvingeart som beskrevs av Sinclair 2008. Clinocera caerulea ingår i släktet Clinocera och familjen dansflugor. Inga underarter finns listade i Catalogue of Life.